# 與真司郎
與真司郎（日语：／，1988年11月26日）是日本的歌手與演員。所屬公司愛貝克思集團、是AAA的成員之一。京都府八幡市出生。

## 生涯
從小學生開始跳舞，在中學時以團體出道。在AAA結成之前，隸屬京都和大阪的跳舞隊。
打棒球培養了運動能力，在小學5年級開始學習舞蹈，開始學習舞蹈的契機因為憧憬DA PUMP。 
2006年，第一次主演的電視劇「心霊探偵 八雲」播出。
2010年，第一次主演的電影「檸檬」首映。

## 軼事

### 家族
父親是日本企業大正精工董事長兼總裁的與義廣（與義廣），從事機械加工、焊接、工程技術、人才派遣等事務，廠址位於大阪府枚方市的春日西町1丁目20番24号，註冊資金2900萬日元。2009年12月18日，與義廣曾作為北大阪的名企業家，受邀做客廣瀨陽子主持的北大阪廣播節目《Business watching inn 北大阪》（ビジネスウォッチング イン北大阪），節目裡提到他豪爽健談且喜歡與人打交道，接任董事長是在25歲左右的青年時代。2012年3月28日，與義廣註冊了特別公益活動法人「Smile care（スマイルケア）」，涉足醫療保健、社會福利活動。

### 交際
和Dream的中島麻未是堀越高等學校时期的同班同學。
喜歡英語、學生時代曾請日高光啓及宇野實彩子擔當家教。

### 健康
患有花粉過敏症，唱歌時有特色的鼻音。
2015年在AAA巡迴演唱會的過程中肋骨骨折。

### 感情
曾於2023年7月在與真司郎announcement向粉絲坦誠自己的性向為同性戀，AAA其他成員皆在現場對與真司郎表示支持。

## 作品

### 配信單曲
| 發售日期      | 標題            | 備註                                                  |
| ------------- | --------------- | ----------------------------------------------------- |
| 2016年6月22日 | Reunited        | 亦收錄於個人寫真集「Just the beginning」之付属DVD內。 |
| 2017年7月19日 | Goody-Good Girl |                                                       |
| 2017年11月8日 | Can't Stop      | 亦收錄於個人寫真集「BEHIND THE SCENE」之付属DVD內。   |

### 寫真集
「N/S」（2010年8月27日）ISBN 978-4391139549
「Shinking」（2010年12月）ISBN 978-4054047983
「月刊MEN 真司郎」（2011年6月）ISBN 978-4901637886
「ATAE　BEST」（2013年3月、主婦與生活社）ISBN 978-4391143195
「SHINJIRO’S PHOTOS: Travel & Style BOOK」（2014年4月4日、主婦與生活社）ISBN 978-4391144840
「The Way I Am」（2015年8月21日、主婦與生活社）ISBN 978-4391147575
「Just the beginning」（2016年5月6日、主婦與生活社）ISBN 978-4391148657

### 雜誌
JUNON（連載）
duet（連載）

## 出演

### 電視劇
- 他們的海・VIII Sentimental Journey （2006年2月、富士電視）- 飾 片桐伸吾
- 心靈偵探 八雲（2006年4月～6月、東京電視）- 飾 齊藤八雲 (主演)
- 美味學院（2007年4月～6月、東京電視）- 飾 桂城秀吾
- LOVE GAME（2009年4月～ 、讀賣電視）- 第5集 飾 秋山春希
- 帝王（2009年、TBS）[6]

### 音樂劇
- 研修醫魂（2007年1月16日～21日、ル・テアトル銀座）- 飾 阿片ITARU
- Super Battle Live

『美味學院（Delicious gakuin）番外編 ～Delicious 5 史上最強的敵人～』- 飾 桂城秀吾

### 舞台劇
- 演劇Battle Royal!!ガンまげ（2008年5月21日～28日、紀伊國屋Hall）- 飾 福永啟太

### 電影
- 守護天使（2009年春）
- 柠檬 （2010年）（主演）
- 恐怖新聞（2011/05/21)（主演）[7]

## 外部連結
- AAA Official Website （页面存档备份，存于）